# طرخشقون أعسم
طرخشقون أعسم (الاسم العلمي:Taraxacum repandum) هو نوع من النباتات يتبع جنس الطرخشقون من الفصيلة النجمية.